# Tenjiku
Tenjiku (天竺) é um obsoleto japonês, palavra para a antiga Índia, sendo a pronúncia em japonês um arcaico chinês "Tianzhu".